# Vujadin Savić
Vujadin Savić (Belgrado, 1 de julio de 1990) es un exfutbolista serbio que jugaba de defensa. Desde septiembre de 2022 es miembro del cuerpo técnico del Estrella Roja de Belgrado.

## Selección nacional
Fue internacional sub-19 y sub-21 con la selección de fútbol de Serbia.

## Clubes
| Club                              | País       | Año       |
| --------------------------------- | ---------- | --------- |
| Estrella Roja                     | Serbia     | 2007-2010 |
| F. K. Rad (cedido)                | Serbia     | 2007-2009 |
| F. C. Girondins de Burdeos        | Francia    | 2010-2014 |
| Dinamo Dresde (cedido)            | Alemania   | 2012-2013 |
| Arminia Bielefeld (cedido)        | Alemania   | 2014      |
| Watford F. C.                     | Inglaterra | 2015      |
| F. C. Sheriff Tiraspol            | Moldavia   | 2015-2017 |
| Estrella Roja                     | Serbia     | 2017-2019 |
| APOEL de Nicosia                  | Chipre     | 2019-2022 |
| N. K. Olimpija Ljubljana (cedido) | Eslovenia  | 2021      |

## Palmarés

### Títulos nacionales
| Título                        | Club                      | País      | Año  |
| ----------------------------- | ------------------------- | --------- | ---- |
| Copa de Serbia                | Estrella Roja de Belgrado | Serbia    | 2010 |
| División Nacional de Moldavia | F. C. Sheriff Tiraspol    | Moldavia  | 2016 |
| Supercopa de Moldavia         | F. C. Sheriff Tiraspol    | Moldavia  | 2016 |
| Copa de Moldavia              | F. C. Sheriff Tiraspol    | Moldavia  | 2017 |
| División Nacional de Moldavia | F. C. Sheriff Tiraspol    | Moldavia  | 2017 |
| Superliga de Serbia           | Estrella Roja de Belgrado | Serbia    | 2018 |
| Superliga de Serbia           | Estrella Roja de Belgrado | Serbia    | 2019 |
| Copa de Eslovenia             | N. K. Olimpija Ljubljana  | Eslovenia | 2021 |